# Katrin Brzyszkowská
Katrin Brzyszkowská (* 6. Februar 2003 in Orlová) ist eine tschechische Leichtathletin, die sich auf das Kugelstoßen spezialisiert hat.

## Sportliche Laufbahn
Erste internationale Erfahrungen sammelte Katrin Brzyszkowská beim Europäischen Olympischen Jugendfestival (EYOF) 2019 in Baku, bei dem sie mit einer Weite von 16,81 m den vierten Platz im Kugelstoßen belegte und im Diskuswurf mit 40,38 m auf Rang zehn gelangte. 2021 belegte sie bei den U20-Europameisterschaften in Tallinn mit 14,11 m den neunten Platz im Kugelstoßen und anschließend gelangte sie bei den U20-Weltmeisterschaften in Nairobi mit 14,83 m auf Rang fünf. Im Jahr darauf wurde sie dann bei den U20-Weltmeisterschaften in Cali mit 15,77 m Siebte und begann anschließend ein Studium an der Virginia Polytechnic Institute and State University in den Vereinigten Staaten. 2023 wurde sie bei der 1. Liga der Team-Europameisterschaft im Zuge der Europaspiele in Chorzów mit 16,13 m Neunte und anschließend belegte sie bei den U23-Europameisterschaften in Espoo mit 16,03 m den fünften Platz. 2025 klassierte sie sich bei den U23-Europameisterschaften in Bergen mit 15,99 m auf dem siebten Platz.
In den Jahren 2023 und 2024 wurde Brzyszkowská tschechische Meisterin im Kugelstoßen im Freien sowie 2022, 2024 und 2025 in der Halle.

## Persönliche Bestleistungen
- Kugelstoßen: 17,39 m, 18. Juni 2024 in Opava
- Diskuswurf: 48,42 m, 28. September 2022 in Blansko